# EMadlangeni Local Municipality
eMadlangeni Local Municipality (englisch eMadlangeni Local Municipality; früher Utrecht Local Municipality) ist eine Lokalgemeinde im Distrikt Amajuba der südafrikanischen Provinz KwaZulu-Natal. Der Verwaltungssitz der Gemeinde befindet sich in Utrecht. Bürgermeisterin ist Lindile Yvonne Mhulungu.

## Geografie
Die Lokalgemeinde eMadlangeni liegt im Nordwesten KwaZulu-Natals. Im Norden grenzt die Gemeinde an die Provinz Mpumalanga und im Osten an eDumbe und AbaQulusi im Distrikt Zululand. Südlich der Gemeinde liegen Nquthu und Endumeni im Distrikt Umzinyathi und östlich befinden sich Dannhauser und Newcastle. Die westliche Grenze der Gemeinde wird durch den Buffalo River festgelegt und einen Teil der westlichen Grenze bildet der Blood River. Der Slang River, der Pongola und der Bivane entspringen in eMadlangeni. Auf dem Gemeindegebiet entspringen auch viele weitere kleine Flüsse. Die wichtigsten Verkehrswege in der Gemeinde sind die Regionalstraßen R33 und R34. Die Nationalstraße N11 führt westlich an der Gemeinde vorbei und ist über die R34 erreichbar. Flächenmäßig ist eMadlangeni die größte Gemeinde im Distrikt.

## Städte und Orte
- Berouw
- Groenvlei
- Kingstown
- Utrecht
- Waterval

## Wirtschaft
Der wichtigste Wirtschaftssektor der Gemeinde ist die Landwirtschaft. Es wird vor allem Viehzucht betrieben. Der Distrikt ist der wichtigste Wolllieferant KwaZulu-Natals. Für den Ackerbau ist das Land fast zu trocken und nur wenig Ackerfläche wird bewässert. Ein weiterer Wirtschaftsfaktor der Gemeinde ist der Tourismus. Neben zwei Wildgehegen (zusammen 2500 Hektar) gibt es mehrere gute Möglichkeiten zum Forellenfang. Für andere Wirtschaftszweige gibt es nur wenige ausgebildete Arbeiter.

## Bevölkerung
Im Jahr 2011 hatte die Gemeinde 34.442 Einwohner. Davon waren 92,7 % schwarz, 5,7 % weiß und 1,2 % Coloureds. Erstsprache war zu 84,4 % isiZulu, zu 5,9 % Afrikaans und zu 1,6 % Englisch.

## Sehenswürdigkeiten
- Balele Game Park
- Utrecht Community Game Farm